# Islamische Bewegung in Kurdistan
Die Islamische Bewegung in Kurdistan ist eine der einflussreichsten kurdischen, islamischen Bewegungen, die eine radikale Deutung des Islam im Norden des Irak vertritt. Sie hat folgende Bezeichnungen:
- بزووتنەوەی ئيسلامی لە كوردستان (Sorani-Kurdisch mit Sorani-Alphabet)
- Bizutnawai Islami le Kurdistân (Kurdisch mit Kurmandschi-Alphabet)
- Islamic Movement of Kurdistan (Englisch)

## Geschichte
Die Islamische Bewegung in Kurdistan ging Ende der 1970er Jahre aus einem Zusammenschluss von Imamen, Anhängern der Muslimbruderschaft und muslimischen Nationalisten hervor und nahm 1984 den bewaffneten Kampf gegen das Saddam-Regime auf. Damit wollte die religiöse Sammlungsbewegung auch ein Zeichen setzen gegen die von Saddam Hussein betriebene Legitimierung des Kriegs gegen Iran als heiligen Krieg. Die offizielle Gründung erfolgte 1987. Nach dem 2. Golfkrieg 1991 konnte die Islamische Bewegung erstmals legal im Nordirak operieren, wurde aber rasch von inneren Auseinandersetzungen erfasst. Während der konservative Flügel dafür plädierte, sich auf politische Überzeugungsarbeit zu beschränken, forderten die Militanten eine Fortsetzung des bewaffneten Kampfs. Die Autorität ihres spirituellen Oberhaupts, Osman Abdul Aziz, konnte ein Auseinanderbrechen verhindern. Nachdem die Islamische Bewegung in Kurdistan 1992 erfolglos an den Wahlen teilgenommen hatte, operierte sie großteils außerhalb des kurdischen Verwaltungsapparates.
In wechselnden Koalitionen hatte die Islamische Bewegung in Kurdistan ab 1993 einen maßgeblichen Anteil an den innerkurdischen Kämpfen. 1993 und 1994 kam es zu militärischen Auseinandersetzungen mit der Patriotische Union Kurdistans. Der Rückhalt Irans war ihr dabei fast immer sicher. Das änderte sich erst, als die Türkei dank ihrem Bündnis mit der Kurdische Demokratische Partei von Mesud Barzani zusehends an Einfluss zu gewinnen drohte, was Iran zu einem Schwenk veranlasste. Im Mai 1997 vermittelte Teheran ein Friedensabkommen zwischen der Islamische Bewegung und der Patriotische Union Kurdistans von Celal Talabani, in dem sich beide Seiten auf eine politische Kooperation verständigten. Das Abkommen sorgt besonders unter den Dschihad-Anhängern für Unmut, die eine Reduzierung ihrer bewaffneten Einheiten nicht akzeptieren wollen. Persönliche Animositäten und Intrigen machen den Bruch unvermeidlich.
Um die Afghanistan-Veteranen Omer Abdul Kerim Abdul Aziz alias Omer Bazyani beziehungsweise Abu Bekir Hawleri entstanden die Kurdische Hamas und die Islamische Einheitsbewegung Tauhīd. Die beiden Organisationen werden für zahlreiche Anschläge auf Buchhandlungen, Friseurläden sowie Säureattentate auf Frauen in Arbil und Süleymaniye verantwortlich gemacht. Die Tauhid soll den Mord an dem einflussreichen KDP-Politiker Franso Hariri verübt haben. Die Islamische Bewegung wurde besonders hart von der Abspaltung der Zweiten Soran-Einheit (Hezi Dui-Soran) unter Aso Hawleri und Abu Khubaib getroffen, die mit mehreren hundert Kämpfern ihr militärisches Rückgrat gebildet hatte.
Nach dem Tod Osman Abdul Aziz’ unternahmen seine Brüder Ali und Siddik im August 1999 noch einmal den Versuch, die Risse zu kitten. Die Islamische Bewegung in Kurdistan vereinigte sich mit der Gruppe „Wiedergeburt“ (Al-Nahda, 1992 gegründet) zur „Bewegung für die islamische Einheit in Kurdistan“ (Bizutnawai Yekbuni Islami le Kurdistan). Der Einigungsversuch scheiterte endgültig im Mai 2001, als Ali Bapir die Gründung der Islamischen Gemeinschaft in Kurdistan (Komele Islami le Kurdistan) bekannt gab, und die Islamische Bewegung wieder ihren alten Namen erhielt.
Wenige Monate später schlossen sich Kurdische Hamas, Tauhid und die Zweite Soran-Einheit (Hezi Dui-Soran) um Wuria Hawleri alias Wurya Rash alias Abu Abdallah al-Shafi zu den Dschund al-Islam (Soldaten des Islam) zusammen. Am 10. Dezember 2001 erfolgte die Vereinigung der Dschund al-Islam mit einer anderen Splittergruppe zur Ansar al-Islam (Helfer des Islam) unter der Führung von Mullah Krekar. Diese gilt als Drahtzieher hinter dem versuchten Mordanschlag auf den PUK-Regierungschef Barham Salih im April 2002.